# Anania fuscalis
Anania fuscalis là một loài bướm đêm thuộc họ Crambidae. Chúng thường được tìm thấy ở châu Âu.
Sải cánh dài 20–26 mm. Con trưởng thành bay từ tháng 5 đến tháng 7 tùy theo địa điểm.
Ấu trùng ăn các loài Rhinanthus minor và Melampyrum pratense, cả Solidago, Urtica, Lathyrus và Pedicularis.

## Hình ảnh

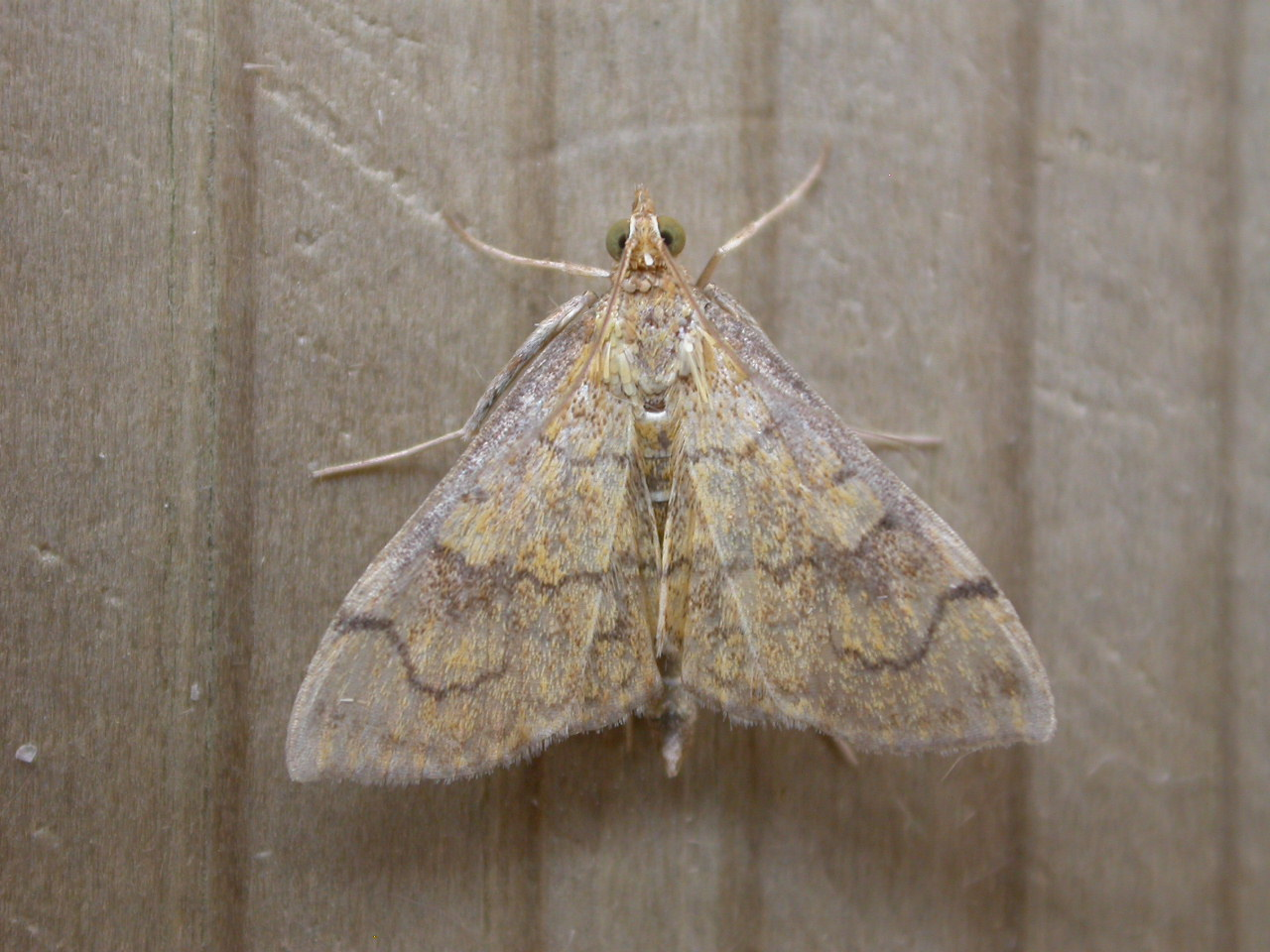